# 桃野村
桃野村（もものむら）は群馬県の北部、利根郡に属していた村。

## 地理
- 山岳 - 大峰山、味城山
- 河川 - 利根川、赤谷川
- 湖沼 - 大峰沼

## 歴史
- 1889年（明治22年）4月1日 町村制施行により、月夜野村、小川村、石倉村、上津村、下津村が合併し利根郡桃野村が成立する。
  - 村名の由来は呉桃郷の「桃」[1]（名胡桃の「桃」とも[2]）と、月夜野の「野」を合わせたもの[1][2]。
- 1955年（昭和30年）4月1日 古馬牧村と合併し月夜野町となる。

かつて桃野村役場があった場所は母子センターを経て、みなかみ町福祉作業所ぴっころ（みなかみ町月夜野644-2）となっている。

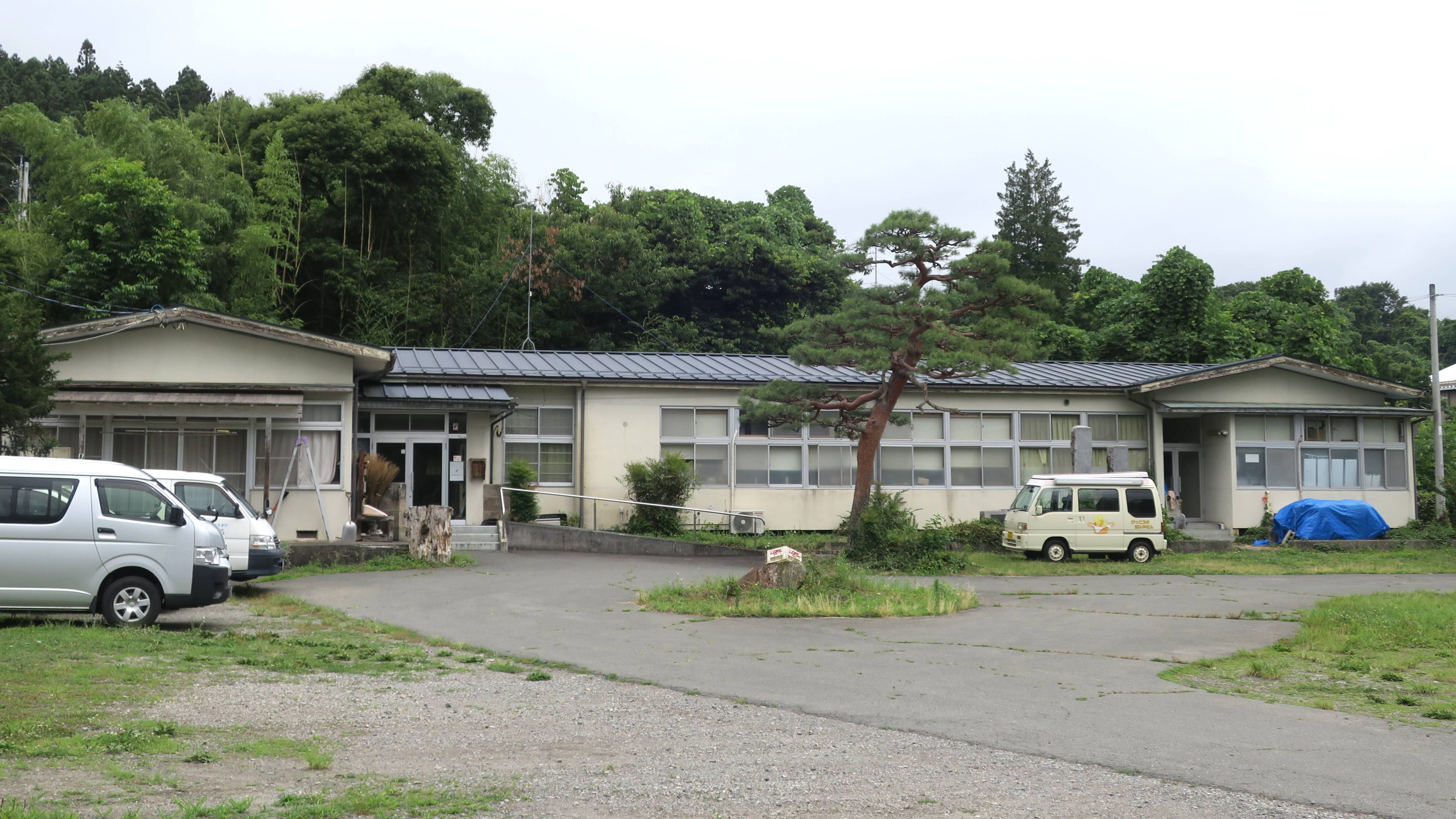
桃野村役場跡に建つ、みなかみ町福祉作業所ぴっころ